# 响螺湾商务区

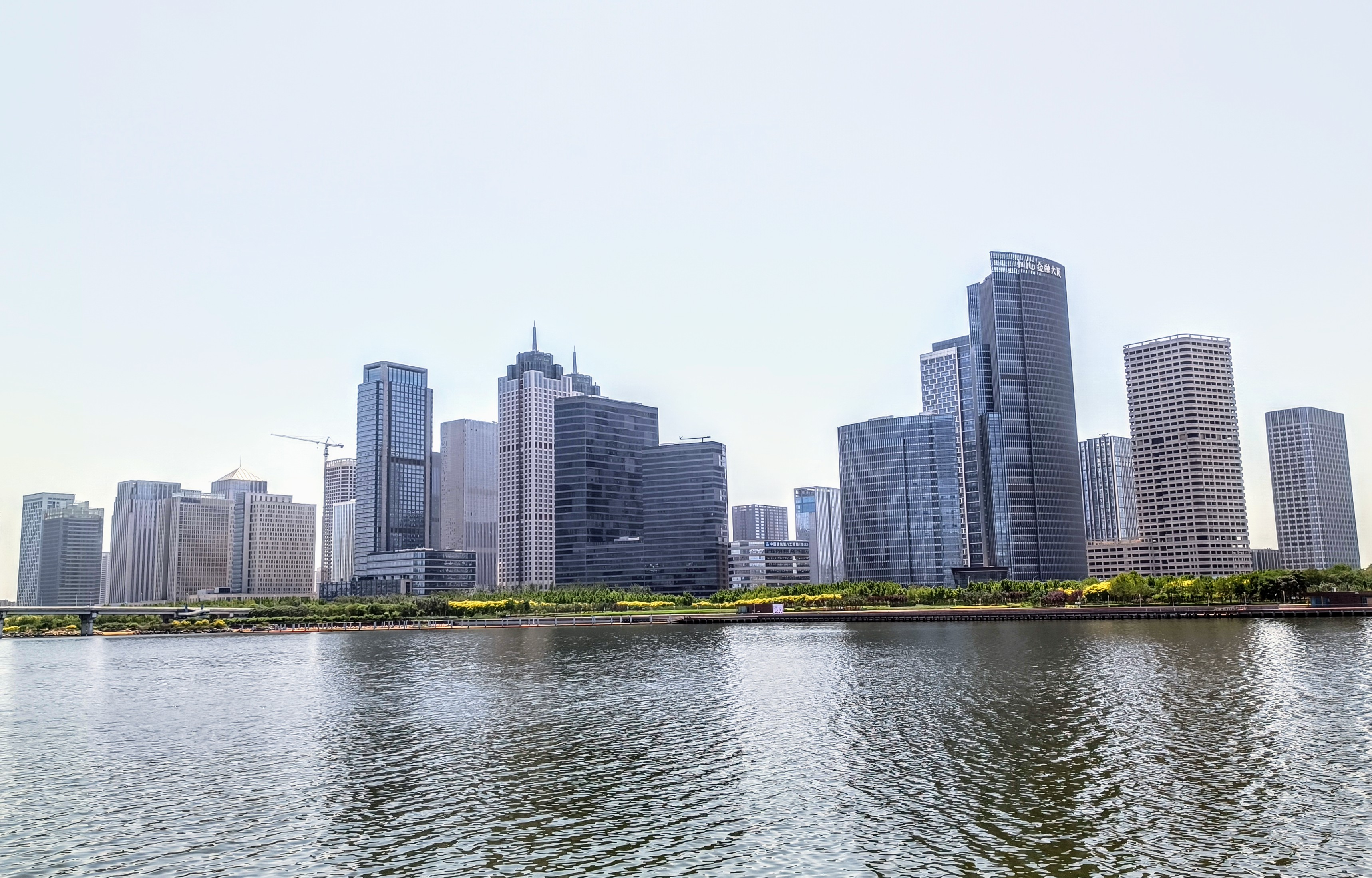
响螺湾商务区

响螺湾商务区是天津滨海新区总部经济的核心区，是外省市、中央企业驻滨海新区的办事机构、集团总部和研发中心，与于家堡金融区和泰达MSD共同构成滨海新区中心商务区。在经济危机后，部分开发商表示将放缓建设进度，待响螺湾学校等配套设施完工后再确定开发节奏，此举亦引起部分媒体质疑是否会成为鬼城。

## 位置

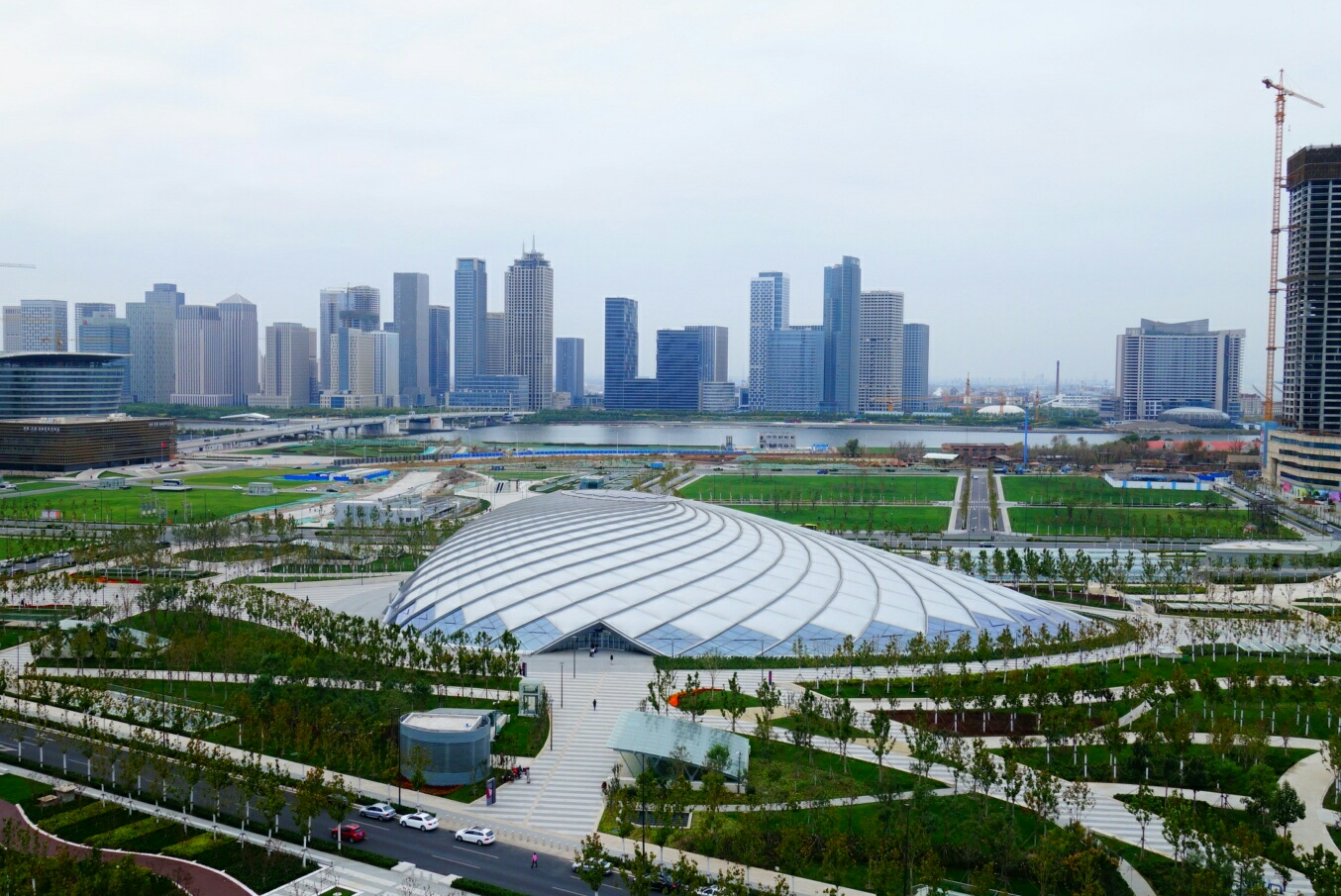
响螺湾和于家堡站

响螺湾商务区的范围北至塘沽海河外滩公园，东边和于家堡金融区隔河相望，规划占地面积1.1平方公里，计划总投资约300亿元，总建筑面积370万平方米。

## 发展定位与背景

响螺湾商务区规划沙盘（左）

响螺湾商务区的主要目标是建成外省市、中央企业驻滨海新区的办事机构、集团总部和研发中心的集中地，包括商务办公、宾馆酒店、公寓、商业等建筑群，与于家堡金融区形成功能互补。中航国际广场将成为中国航天科工集团民用直升机研发生产基地、长征5号环保染料大推力运载火箭制造基地在天津的总部。中船重工大厦对应中船重工天津造修船基地（新天津船厂）。中海广场、中海嘉业大厦有中国建筑集團的全资子公司中国海外（建筑）集团投资兴建。2009年10月，在国家发改委批复《天津滨海新区综合配套改革试验金融创新专项方案》，响螺湾商务区成为滨海新区金融改革试验的核心区域之一。

## 建设情况

### 建设进度和入驻情况

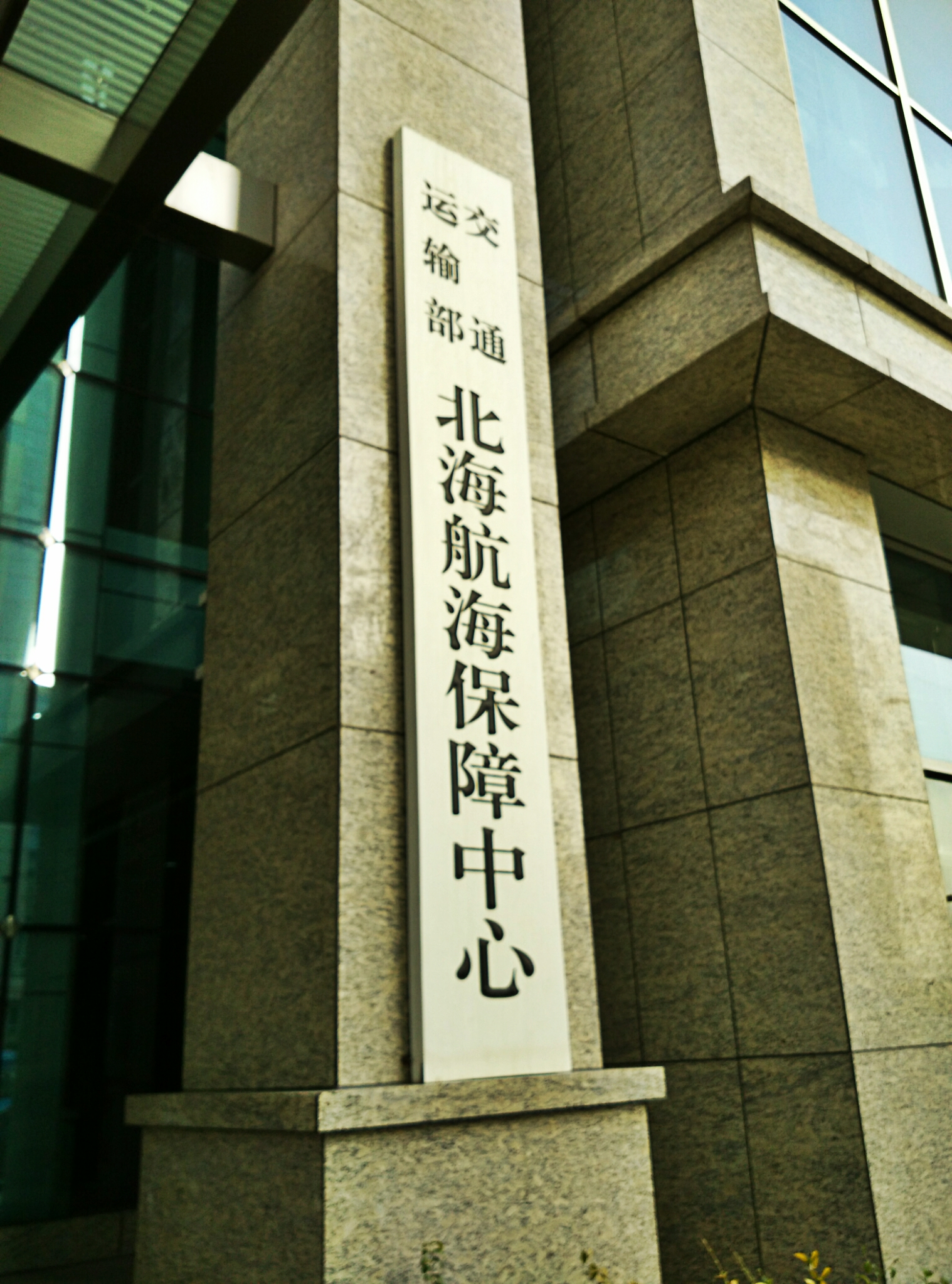
进驻响螺湾燕赵大厦的北海航海保障中心

- 2007年，响螺湾商务区的基础路网基本建成。[2]
- 2008年底，响螺湾商务区等重点功能区的详细规划、行动规划和城市导则完成。
- 2009年7月底，响螺湾商务区通往天津市区的首条快速路天津大道工程建设启动，将建成连接天津商务区与滨海新区响螺湾中心商务区两大CBD的快速客运生态型景观大道。[3]
- 2009年8月，滨海新区正式打响包括响螺湾建设在内的“十大战役”，总投资将达到1.5万亿元。
- 2009年9月，连接响螺湾商务区和于家堡金融区的海河开启桥试开启成功。
- 2010年6月，响锣湾商务区的配套设施基本完成，可以满足企事业单位的入住需求，景观彩带岛和内河建成。
- 2010年9月30日，连接响螺湾商务区和天津市区的城市快速客运公路——天津大道建成通车。[4]
- 2010年10月，中国最大的极地海洋世界——天津极地海洋世界将落成并对游人开放。
- 2010年11月9日，180米高的滨海华贸中心封顶，是响螺湾商务区第四座封顶的建筑，刷新了响螺湾的新高度。[5]
- 2014年12月，响螺湾商务区被纳入天津自贸区。
- 2015年2月10日，坐落于响螺湾商务区的中船重工大厦的天津自贸区服务大厅竣工。[6]
- 2015年4月15日，海河海事局政务中心和交通运输部北海航海保障中心进驻响螺湾商务区的燕赵大厦。[7]
- 2015年12月26日，滨海新区政府部分机构搬迁进至响螺湾国泰大厦[8]。
- 2017年初，中鋼國際廣場正式復工，並於5月實現地下室封頂，即將進入上蓋建築工程階段；但目前仍然有待上蓋動工。

### 部分项目停工
2009年，由于中国中钢集团亏损，后续建设资金不足，致其主导的响螺湾规划第二高度的中钢国际广场，在斥资2亿元完成基坑工程后被迫停工。中国中钢集团拟回填基坑遭到拒绝（唯已於2017年復工，但變為由中鋼獨資建造）。除中钢国际广场以外，在经济危机后亦有多家房地产商放缓建设进度（如由富力地產發展的富力廣東大廈，在核心筒建造了數層後即停工；直至2017年5月，仍未復工），待响螺湾地区学校等配套设施建设完成后再确定开发节奏。此后，时常有媒体表示担忧响螺湾是否会成为鬼城。彭博通讯社在报道响螺湾目前鬼城表象的同时，也表示响螺湾不一定会显示它会注定失败，浦东新区和郑州新城区即是克服困难成功的先例。

## 景观
响螺湾的主要景观有东北端的月亮岛、天津极地海洋世界、以及响螺湾东侧的彩带岛。

## 相关链接
- 滨海新区中心商务区（于家堡金融区、响螺湾商务区、蓝鲸岛）
- 天津商务区